# Vis Pesaro dal 1898 2024-2025
Questa voce raccoglie le informazioni riguardanti la Vis Pesaro dal 1898 nelle competizioni ufficiali della stagione 2024-2025.

## Rosa
Aggiornata al 5 febbraio 2025
| N. |                    | Ruolo | Calciatore         |
| -- | ------------------ | ----- | ------------------ |
| 1  | Italia (bandiera)  | P     | Alessio Pozzi      |
| 3  | Italia (bandiera)  | D     | Riccardo Zoia      |
| 4  | Italia (bandiera)  | D     | Davide Bove        |
| 5  | Italia (bandiera)  | D     | Denis Tonucci      |
| 6  | Italia (bandiera)  | D     | Luigi Palomba      |
| 7  | Italia (bandiera)  | C     | Manuel Pucciarelli |
| 9  | Italia (bandiera)  | A     | Francesco Nicastro |
| 10 | Italia (bandiera)  | C     | Manuel di Paola    |
| 12 | Italia (bandiera)  | P     | Mattia Mariani     |
| 13 | Italia (bandiera)  | D     | Gian Marco Neri    |
| 15 | Italia (bandiera)  | D     | Mirco Ceccacci     |
| 16 | Italia (bandiera)  | C     | Matteo Schiavon    |
| 17 | Italia (bandiera)  | C     | Luca Paganini      |
| 20 | Nigeria (bandiera) | C     | Joel Obi           |

| N. |                       | Ruolo | Calciatore         |
| -- | --------------------- | ----- | ------------------ |
| 22 | Croazia (bandiera)    | P     | Ante Vuković       |
| 23 | Australia (bandiera)  | C     | Massimo Forte      |
| 26 | Italia (bandiera)     | D     | Francesco Coppola  |
| 27 | Bulgaria (bandiera)   | A     | Adrian Raychev     |
| 30 | Italia (bandiera)     | C     | Marcelo Orellana   |
| 34 | Italia (bandiera)     | A     | Kevin Cannavò      |
| 71 | Italia (bandiera)     | C     | Federico Tavernaro |
| 77 | Portogallo (bandiera) | D     | Afonso Peixoto     |
| 90 | Italia (bandiera)     | A     | Alvin Obinna Okoro |
| 95 | Italia (bandiera)     | D     | Giovanni Di Renzo  |
| 97 | Italia (bandiera)     | A     | Nicolò Lari        |

## Risultati

### Serie C

#### Girone d'andata
| Arbitro: | Gandino (Alessandria) |

|                                            |           |  |
| Antonelli 44’ Fischnaller 55’ Masala 90+3’ | Marcatori |  |

| Arbitro: | Gangi (Enna ) |

|                                              |           |  |
| Peixoto 29’ Nicastro 34’ (rig.) Ceccacci 87’ | Marcatori |  |

| Arbitro: | Rispoli (Locri) |

|  |           |              |
|  | Marcatori | 85’ Di Paola |

| Arbitro: | Viapiana (Catanzaro) |

|                          |           |  |
| Di Paola 65’ Palomba 73’ | Marcatori |  |

| Arbitro: | Lovison (Padova) |

|  |           |                                  |
|  | Marcatori | 44’ (rig.) Cicerelli 64’ Capuano |

| Arbitro: | Dorillo (Torino) |

|                                         |           |                      |
| Di Nardo 22’ (rig.), 27’ Di Stefano 45’ | Marcatori | 41’ Bove 88’ Peixoto |

| Pesaro 30 settembre 2024, ore 20:45 CEST 7ª giornata | Vis Pesaro        | 0 – 0 referto | Perugia | Stadio Tonino Benelli (1 800 spett.)\| Arbitro: \| Iacobellis (Pisa) \| |
| Arbitro:                                             | Iacobellis (Pisa) |               |         |                                                                         |

| Arbitro: | Djurdjevic (Trieste) |

|                 |           |              |
| Parravicini 65’ | Marcatori | 48’ Paganini |

| Arbitro: | Restaldo (Ivrea) |

|              |           |                |
| Orellana 33’ | Marcatori | 21’ Bruzzaniti |

| Arbitro: | Ubaldi (Roma 1) |

|             |           |             |
| Marconi 35’ | Marcatori | 21’ Coppola |

| Arbitro: | Di Cicco (Lanciano) |

|                                  |           |  |
| Nicastro 19’, 84’ Okoro 36’, 71’ | Marcatori |  |

| Arbitro: | Gauzolino (Torino) |

|            |           |                                                          |
| Rosaia 16’ | Marcatori | 2’ (aut.) Stramaccioni 48’ (aut.) Venturi 90+3’ Nicastro |

| Arbitro: | Castellone (Napoli) |

|           |           |  |
| Okoro 61’ | Marcatori |  |

| Arbitro: | Di Mario (Ciampino) |

|                          |           |  |
| Simeoni 14’ Da Pozzo 86’ | Marcatori |  |

| Arbitro: | De Angeli (Milano) |

|             |           |               |
| Cannavò 64’ | Marcatori | 90+4’ Corazza |

| Arbitro: | Striamo (Salerno) |

|  |           |             |
|  | Marcatori | 45’ Coppola |

| Arbitro: | Rispoli (Locri) |

|                        |           |              |
| Molina 20’ (rig.), 53’ | Marcatori | 12’ Magnaghi |

| Arbitro: | Gemelli (Messina) |

|  |           |              |
|  | Marcatori | 72’ Paganini |

| Arbitro: | Gangi (Messina) |

|                       |           |           |
| Okoro 57’ Cannavò 87’ | Marcatori | 77’ Longo |

#### Girone di ritorno
| Arbitro: | Mazzoni (Prato) |

|             |           |                                   |
| Coppola 67’ | Marcatori | 69’, 78’ Fischnaller 76’ Djamanca |

| Arezzo 6 gennaio 2025, ore 15:00 CET 21ª giornata | Arezzo                   | 0 – 0 referto | Vis Pesaro | Stadio Città di Arezzo (3 166 spett.)\| Arbitro: \| Manzo (Torre Annunziata) \| |
| Arbitro:                                          | Manzo (Torre Annunziata) |               |            |                                                                                 |

| Arbitro: | Nigro (Prato) |

|                                  |           |  |
| Nicastro 3’ Palomba 47’ Zoia 51’ | Marcatori |  |

| Arbitro: | Peletti (Crema) |

|  |           |            |
|  | Marcatori | 6’ Palomba |

| Arbitro: | Vogliacco (Bari) |

|                       |           |             |
| Cianci 51’ Donati 70’ | Marcatori | 17’ Cannavò |

| Arbitro: | Colaninno (Nola) |

|          |           |  |
| Neri 37’ | Marcatori |  |

| Arbitro: | Vergaro (Bari) |

|  |           |               |
|  | Marcatori | 90+5’ Raychev |

| Pesaro 15 febbraio 2025, ore 17:30 CET 27ª giornata | Vis Pesaro       | 0 – 0 referto | Sestri Levante | Stadio Tonino Benelli (1 407 spett.)\| Arbitro: \| Pacella (Roma 2) \| |
| Arbitro:                                            | Pacella (Roma 2) |               |                |                                                                        |

| Arbitro: | Tropiano (Bari) |

|                  |           |             |
| Bruzzaniti 45+2’ | Marcatori | 43’ Cannavò |

| Arbitro: | Gianquinto (Parma) |

|  |           |                       |
|  | Marcatori | 45+4’ (rig.) Castelli |

| Arbitro: | Gauzolino (Torino) |

|                                |           |              |
| Coppola 69’ (aut.) Cortesi 83’ | Marcatori | 49’ Di Paola |

| Arbitro: | Lovison (Padova) |

|              |           |               |
| Nicastro 35’ | Marcatori | 1’ Corsinelli |

| Pescara 15 marzo 2025, ore 15:00 CET 32ª giornata | Pescara   | – referto | Vis Pesaro | Stadio Adriatico-Giovanni Cornacchia |
| \| \| \| \| \| \| Marcatori \| \|                 |           |           |            |                                      |
|                                                   |           |           |            |                                      |
| Gol                                               | Marcatori | Gol       |            |                                      |

| Pesaro 22 marzo 2025, ore 15:00 CET 33ª giornata | Vis Pesaro | – referto | Pianese | Stadio Tonino Benelli |
| \| \| \| \| \| \| Marcatori \| \|                |            |           |         |                       |
|                                                  |            |           |         |                       |
| Gol                                              | Marcatori  | Gol       |         |                       |

| Ascoli Piceno 30 marzo 2025, ore 15:00 CEST 34ª giornata | Ascoli    | – referto | Vis Pesaro | Stadio Cino e Lillo Del Duca |
| \| \| \| \| \| \| Marcatori \| \|                        |           |           |            |                              |
|                                                          |           |           |            |                              |
| Gol                                                      | Marcatori | Gol       |            |                              |

| Pesaro 5 aprile 2025, ore 15:00 CEST 35ª giornata | Vis Pesaro | – referto | Rimini | Stadio Tonino Benelli |
| \| \| \| \| \| \| Marcatori \| \|                 |            |           |        |                       |
|                                                   |            |           |        |                       |
| Gol                                               | Marcatori  | Gol       |        |                       |

| Lucca 13 aprile 2025, ore 15:00 CEST 36ª giornata | Lucchese  | – referto | Vis Pesaro | Stadio Porta Elisa |
| \| \| \| \| \| \| Marcatori \| \|                 |           |           |            |                    |
|                                                   |           |           |            |                    |
| Gol                                               | Marcatori | Gol       |            |                    |

| Pesaro 21 aprile 2025, ore 15:00 CEST 37ª giornata | Vis Pesaro | – referto | SPAL | Stadio Tonino Benelli |
| \| \| \| \| \| \| Marcatori \| \|                  |            |           |      |                       |
|                                                    |            |           |      |                       |
| Gol                                                | Marcatori  | Gol       |      |                       |

| Solbiate Arno 27 aprile 2025, ore 16:30 CEST 38ª giornata | Milan Futuro | – referto | Vis Pesaro | Stadio Felice Chinetti |
| \| \| \| \| \| \| Marcatori \| \|                         |              |           |            |                        |
|                                                           |              |           |            |                        |
| Gol                                                       | Marcatori    | Gol       |            |                        |

### Coppa Italia Serie C

#### Turni eliminatori
| Arbitro: | Ursini (Pescara) |

|             |           |                                    |
| Nicastro 2’ | Marcatori | 25’ Guccione 46’ Gucci 85’ Gaddini |

### Statistiche di squadra
Statistiche aggiornate al 11 marzo 2025
| Competizione         | Punti | In casa | In casa | In casa | In casa | In casa | In casa | In trasferta | In trasferta | In trasferta | In trasferta | In trasferta | In trasferta | Totale | Totale | Totale | Totale | Totale | Totale | D.R. |
| Competizione         | Punti | G       | V       | N       | P       | Gf      | Gs      | G            | V            | N            | P            | Gf           | Gs           | G      | V      | N      | P      | Gf     | Gs     | D.R. |
| -------------------- | ----- | ------- | ------- | ------- | ------- | ------- | ------- | ------------ | ------------ | ------------ | ------------ | ------------ | ------------ | ------ | ------ | ------ | ------ | ------ | ------ | ---- |
| Serie C              | 51    | 16      | 8       | 5       | 3       | 22      | 11      | 15           | 6            | 4            | 5            | 15           | 16           | 31     | 14     | 9      | 8      | 37     | 27     | +10  |
| Coppa Italia Serie C | -     | 1       | 0       | 0       | 1       | 1       | 3       | 0            | 0            | 0            | 0            | 0            | 0            | 1      | 0      | 0      | 1      | 1      | 3      | -2   |
| Totale               | -     | 17      | 8       | 5       | 4       | 23      | 14      | 15           | 6            | 4            | 5            | 15           | 16           | 32     | 14     | 9      | 9      | 38     | 30     | +8   |

### Andamento in campionato
| Giornata  | 1  | 2  | 3 | 4 | 5 | 6 | 7 | 8 | 9  | 10 | 11 | 12 | 13 | 14 | 15 | 16 | 17 | 18 | 19 | 20 | 21 | 22 | 23 | 24 | 25 | 26 | 27 | 28 | 29 | 30 | 31 | 32 | 33 | 34 | 35 | 36 | 37 | 38 |
| --------- | -- | -- | - | - | - | - | - | - | -- | -- | -- | -- | -- | -- | -- | -- | -- | -- | -- | -- | -- | -- | -- | -- | -- | -- | -- | -- | -- | -- | -- | -- | -- | -- | -- | -- | -- | -- |
| Luogo     | T  | C  | T | C | C | T | C | T | C  | T  | C  | T  | C  | T  | C  | T  | C  | T  | C  | C  | T  | C  | T  | T  | C  | T  | C  | T  | C  | T  | C  | T  | C  | T  | C  | T  | C  | T  |
| Risultato | P  | V  | V | V | P | P | N | N | N  | N  | V  | V  | V  | P  | N  | V  | V  | V  | V  | P  | N  | V  | V  | P  | V  | V  | N  | N  | P  | P  | N  |    |    |    |    |    |    |    |
| Posizione | 19 | 10 | 4 | 3 | 6 | 7 | 8 | 8 | 10 | 11 | 7  | 6  | 7  | 7  | 7  | 5  | 5  | 5  | 4  | 5  | 5  | 5  | 4  | 5  | 4  | 4  | 4  | 4  | 5  | 5  | 5  |    |    |    |    |    |    |    |

Legenda:

Luogo: C = Casa; T = Trasferta. Risultato: V = Vittoria; N = Pareggio; P = Sconfitta.